# Cyril Paul
Cyril John Paul (* 31. Mai 1903 in Barnet; † 16. September 1984 in Bury St Edmunds) war ein britischer Autorennfahrer.

## Karriere
Cyril Paul war in den späten 1920er und in den 1930er Jahren als Rennfahrer aktiv. 1928 wurde er auf einem Austro-Daimler Vierter bei der RAC Tourist Trophy und ein Jahr später Dritter beim 500-Meilen-Rennen von Brooklands. Ein Rennen, das er 1931 gemeinsam mit Clive Dunfee auf einem von Woolf Barnato gemeldeten Bentley Speed Six gewinnen konnte.
Viermal war er beim 24-Stunden-Rennen von Le Mans am Start. Bei seinem Debüt 1928 schied er auf einem Werks-Aston Martin nach 82 Runden durch technischen defekt aus. Ein Jahr später stoppte ihn einem Motorschaden an seinem Alvis. 1934 und 1935 war er als Werksfahrer von Riley Teamkollege von Freddie Dixon und erzielte 1934 mit dem dritten Gesamtrang seine beste Platzierung bei diesem Langstreckenrennen.

## Statistik

### Le-Mans-Ergebnisse
| Jahr | Team                          | Fahrzeug                   | Teamkollege            | Platzierung | Ausfallgrund               |
| ---- | ----------------------------- | -------------------------- | ---------------------- | ----------- | -------------------------- |
| 1928 | Aston Martin Ltd.             | Aston Martin International | Jack Bezzant           | Ausfall     | Getriebeschaden            |
| 1929 | Alvis Car and Engineering Co. | Alvis FA8/15               | William Urquhart-Dykes | Ausfall     | Motorschaden               |
| 1934 | Riley Motor Company Ltd.      | Riley 6/12 MPH Racing      | Freddie Dixon          | Rang 3      |                            |
| 1935 | Riley Motor Company Ltd.      | Riley 6/12 MPH Racing      | Freddie Dixon          | Ausfall     | Wagenbrand beim Boxenstopp |